# Vuelta a Andalucía 2010
La 56ª edición de la Vuelta a Andalucía (oficialmente: Vuelta a Andalucía-Ruta Ciclista Del Sol) se disputó entre el 21 y el 25 de febrero de 2010 con un recorrido de 676,2 km dividido en 5 etapas, con inicio en Jaén y final en Antequera.
La prueba perteneció al UCI Europe Tour de los Circuitos Continentales UCI, dentro de la categoría 2.1.
Participaron 91 ciclistas, repartidos en 13 equipos de 7 corredores cada equipo, de los que acabaron 61. Como nota destacada no participaron la mayoría de equipos españoles (sólo el Andalucía-CajaSur y el Caja Rural) debido a que no llegaron a un acuerdo económico con la carrera, tal y como pasó también en la Vuelta a Murcia.
El ganador final fue Michael Rogers. Le acompañaron en el podio Jurgen Van Den Broeck y Sergio Pardilla respectivamente.
En las clasificaciones secundarias se impusieron Óscar Freire (puntos, al ganar dos etapas), Brice Feillu (montaña), Sergio Pardilla (combinada), Jesús Rosendo (metas volantes), Saxo Bank (equipos), Manuel Vázquez Hueso (primer andaluz) y Sergio Pardilla (primer español).

## Etapas
| Etapa | Fecha         | Recorrido               | km         | Ganador de la etapa    |
| 1ª    | 21 de febrero | Jaén-Alto de la Guardia | 159,2      | Sergio Pardilla        |
| 2ª    | 22 de febrero | Villa de Otura-Córdoba  | 182,2      | Óscar Freire           |
| 3ª    | 23 de febrero | Marbella-Benahavís      | 162,5      | Óscar Freire           |
| 4ª    | 24 de febrero | Málaga-Málaga           | 10,9 (CRI) | Alex Rasmussen         |
| 5ª    | 25 de febrero | Torrox-Costa-Antequera  | 161,4      | Francisco José Ventoso |

## Clasificaciones finales
| \| 1. \| Michael Rogers \| 18h 12' 16" \| \| 2. \| Jurgen Van Den Broeck \| + 19" \| \| 3. \| Sergio Pardilla \| + 30" \| \| 4. \| Jens Voigt \| + 31" \| \| 5. \| Bauke Mollema \| + 35" \| \| 6. \| Maxime Monfort \| + 38" \| \| 7. \| Gustav Erik Larsson \| + 44" \| \| 8. \| Manuel Vázquez Hueso \| + 46" \| \| 9. \| Linus Gerdemann \| m.t. \| \| 10. \| Thomas Lövkvist \| + 50" \| |                       |             |
| 1. | Michael Rogers        | 18h 12' 16" |
| 2. | Jurgen Van Den Broeck | + 19"       |
| 3. | Sergio Pardilla       | + 30"       |
| 4. | Jens Voigt            | + 31"       |
| 5. | Bauke Mollema         | + 35"       |
| 6. | Maxime Monfort        | + 38"       |
| 7. | Gustav Erik Larsson   | + 44"       |
| 8. | Manuel Vázquez Hueso  | + 46"       |
| 9. | Linus Gerdemann       | m.t.        |
| 10. | Thomas Lövkvist       | + 50"       |

| \| 1. \| Óscar Freire \| 50 p. \| \| 2. \| Michael Rogers \| 44 p. \| \| 3. \| Jens Voigt \| 42 p. \| |                |       |
| 1. | Óscar Freire   | 50 p. |
| 2. | Michael Rogers | 44 p. |
| 3. | Jens Voigt     | 42 p. |

| \| 1. \| Brice Feillu \| 46 p. \| \| 2. \| José Ángel Gómez Marchante \| 20 p. \| \| 3. \| Laurent Beuret \| 12 p. \| |                            |       |
| 1. | Brice Feillu               | 46 p. |
| 2. | José Ángel Gómez Marchante | 20 p. |
| 3. | Laurent Beuret             | 12 p. |

| \| 1. \| Jesús Rosendo \| 15 p. \| \| 2. \| Brice Feillu \| 4 p. \| \| 3. \| Stephane Rosetto \| 4 p. \| |                  |       |
| 1. | Jesús Rosendo    | 15 p. |
| 2. | Brice Feillu     | 4 p.  |
| 3. | Stephane Rosetto | 4 p.  |

| \| 1. \| Saxo Bank \| 54h 08' 16" \| \| 2. \| Omega Pharma-Lotto \| + 54" \| \| 3. \| HTC-Columbia \| + 1' 34" \| |                    |             |
| 1. | Saxo Bank          | 54h 08' 16" |
| 2. | Omega Pharma-Lotto | + 54"       |
| 3. | HTC-Columbia       | + 1' 34"    |

| Clasificación de la combinada                                                                              |                             |
| --- | --------------------------- |
| \| 1. \| Sergio Pardilla 14 p. \| \| 2. \| Michael Rogers 15 p. \| \| 3. \| Jurgen Van Den Broeck 17 p. \| |                             |
| 1. | Sergio Pardilla 14 p.       |
| 2. | Michael Rogers 15 p.        |
| 3. | Jurgen Van Den Broeck 17 p. |

| Primer andaluz                                                                        |                      |
| ------------------------------------------------------------------------------------- | -------------------- |
| \| 1. \| Manuel Vázquez Hueso \| \| 2. \| Javier Moreno \| \| 3. \| Antonio Piedra \| |                      |
| 1.                                                                                    | Manuel Vázquez Hueso |
| 2.                                                                                    | Javier Moreno        |
| 3.                                                                                    | Antonio Piedra       |

| Primer español                                                                         |                      |
| -------------------------------------------------------------------------------------- | -------------------- |
| \| 1. \| Sergio Pardilla \| \| 2. \| Manuel Vázquez Hueso \| \| 3. \| Javier Moreno \| |                      |
| 1.                                                                                     | Sergio Pardilla      |
| 2.                                                                                     | Manuel Vázquez Hueso |
| 3.                                                                                     | Javier Moreno        |